# Sabotage (음반)
| 전문가 평가                   | 전문가 평가           |
| 총 점수                       | 총 점수               |
| 출처                          | 점수                  |
| ----------------------------- | --------------------- |
| 메타크리틱                    | 92/100 (super deluxe) |
| 평가 점수                     |                       |
| 출처                          | 점수                  |
| AllMusic                      | [ 2 ]                 |
| Rolling Stone                 | favourable            |
| The Rolling Stone Album Guide | [ 4 ]                 |
| Sputnikmusic                  | 4.7/5                 |
| MusicHound Rock               | 3/5                   |
| Spin Alternative Record Guide | 9/10                  |

《Sabotage》는 1975년 7월 28일에 발매된 영국의 헤비 메탈 밴드 블랙 사바스의 여섯 번째 스튜디오 음반이다. 그것은 그들의 전 매니저인 패트릭 미한과 소송 중에 녹음되었고 이 밴드의 계속되는 법적 문제로 인한 스트레스가 녹음 과정에 침투하여 음반의 제목을 고무시켰다. 그리고 이 음반은 기타리스트 토니 아이오미와 마이크 버처가 공동 프로듀싱을 했다.

## 커버 아트
《Sabotage》의 앞면 커버 아트는 수년 동안 엇갈린 반응을 얻었으며 일부 사람들에 의해 록 역사상 최악의 음반 커버 중 하나로 간주되고 있다. 반전 거울 개념은 그래픽 아티스트였던 빌 워드의 드럼 기술자인 그레이엄 라이트에 의해 고안되었다. 이 밴드는 음반 커버의 테스트 화보 촬영이라고 믿었던 것에 참석했고, 따라서 그들의 옷 선택에 대해 설명했다. 워드는 "우리가 상의하지 않은 것은 총격이 있던 날 우리 모두가 입을 옷뿐이었다"고 말했어요. 그 촬영일 이후, 밴드는 오늘날까지 이어지는 일련의 의류 논평과 농담들을 통해 살아남았어요." 사실 워드는 사진 속에서 아내의 빨간 타이즈를 입고 있었다. 라이트는 책 《How Black Was Our Sabbath》에서 각 밴드 멤버가 검은 옷을 입고 표지에 나타나 예비 사진을 찍기 위해 무대 의상을 가져오라는 지시를 받았으나, 그들이 도착했을 때 디자이너들에 의해 검은 의상이 놓여져 있지 않았고 "원래 컨셉은 무시되었다"고 회상한다. 디자이너들은 "촬영을 계속했고, 나중에 사진을 겹쳐 놓을 것이며, 정말 멋지고 정직해 보일 것"이라고 설명했습어요. 세션은 믿을 수 없을 정도로 급하게 진행되었고, 결과는 당초 예상되었던 것과는 거리가 멀었어요. 아이러니하게도, 파괴의 아이디어를 설명하기 위한 소매 디자인은 대신 파괴의 희생자가 되었어요. 그들이 그것을 볼 때쯤에는 너무 늦어서 바꿀 수가 없었어요." 2013년 《모조》는 커버를 "희귀한 순간적인 가벼운 안도감을 제공한다"고 평했다. 오리지널 음반 발매의 뒷면에는 반사가 달라 지저의 팔을 뻗는다.

## 곡 목록
모든 곡들은 블랙 사바스(기저 버틀러, 토니 아이오미, 오지 오스본, 빌 워드)에 의해 작사/작곡하였다.
| #  | 제목                              | 재생 시간 |
| -- | --------------------------------- | --------- |
| 1. | 〈Hole in the Sky〉               | 4:00      |
| 2. | 〈Don't Start (Too Late)〉 (기악) | 0:49      |
| 3. | 〈Symptom of the Universe〉       | 6:29      |
| 4. | 〈Megalomania〉                   | 9:46      |

| #  | 제목                                    | 재생 시간 |
| -- | --------------------------------------- | --------- |
| 5. | 〈The Thrill of It All〉                | 5:56      |
| 6. | 〈Supertzar〉 (보컬 합창단이 있는 기악) | 3:44      |
| 7. | 〈Am I Going Insane (Radio)〉           | 4:17      |
| 8. | 〈The Writ〉                            | 8:46      |

## 인증
| 국가                       | 인증 | 판매량/출하량 |
| -------------------------- | ---- | ------------- |
| 영국 (BPI)                 | 실버 | 60,000^       |
| 미국 (RIAA)                | 골드 | 500,000^      |
| ^출하량을 기반으로 한 인증 |      |               |